# Polybolos

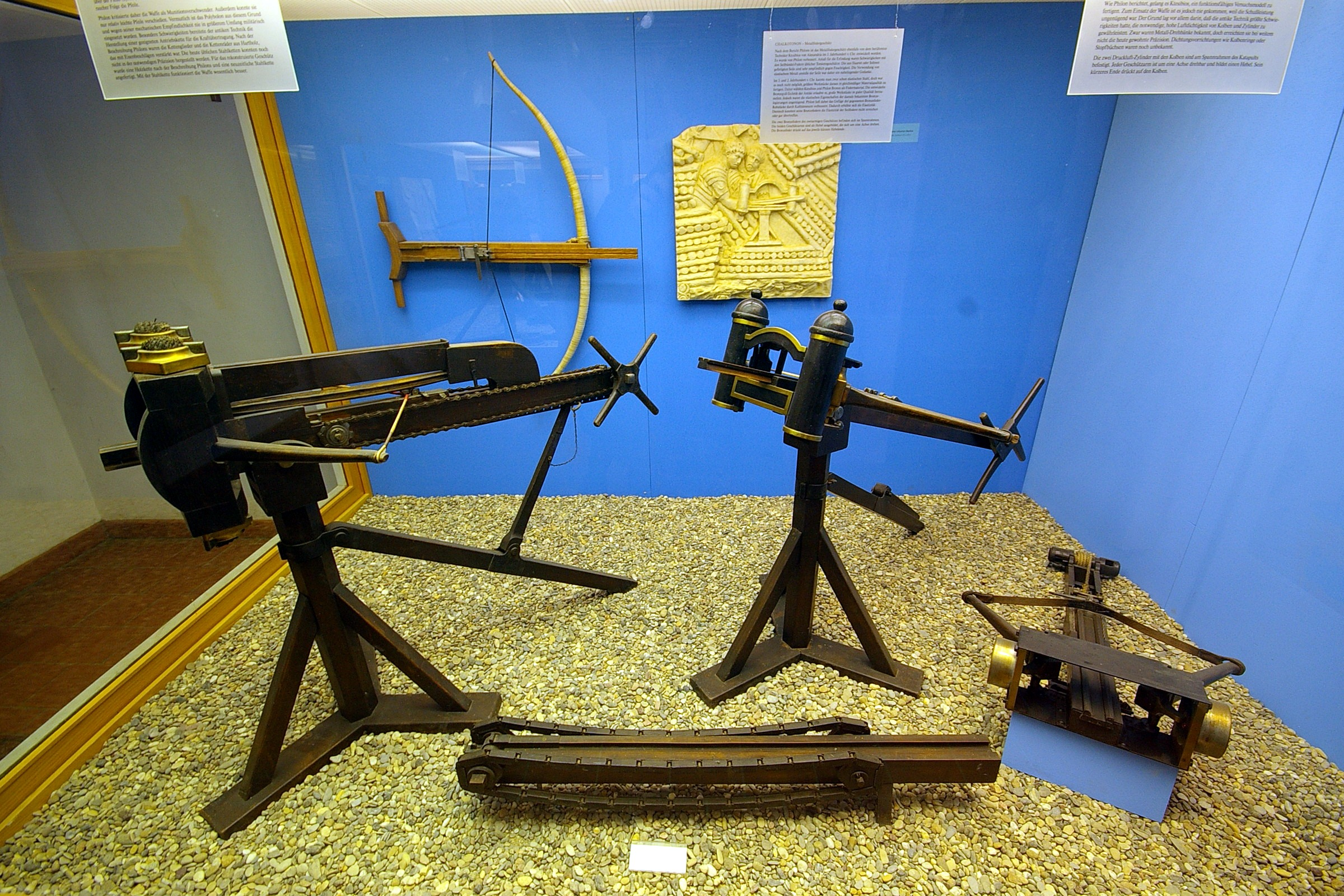
Ausstellungs-Stücke auf der Saalburg, links: Rekonstruktion eines Polybolos

Der Polybolos (altgriechisch πολυβόλος polybólos, deutsch ‚viel werfend‘) war ein antikes griechisches Katapult, das ursprünglich von Dionysius von Alexandria, einem griechischen Ingenieur des 3. Jahrhunderts v. Chr., konstruiert worden war. Weiterentwickelt wurde er von Philon von Byzanz. Die Besonderheit an dieser Balliste war, dass sie durchgehend ohne lange Spannpausen hintereinander Bolzen verschießen konnte.

## Mechanismus und Verwendung
Äußerlich unterschied sich der Polybolos von einer schon damals verwendeten Balliste nur in einem: Er hatte ein hölzernes Magazin über der Abschussschiene, in der mehrere Dutzend Bolzen gelagert werden konnten. Wurde ein Bolzen abgeschossen, rutschte der nächste automatisch nach.
Ansonsten handelte es sich um ein normales zweiarmiges Torsionsgeschütz, das mit einer Winde und einem Kettenmechanismus aufgezogen wurde. Zahnstangen und Klinken verhinderten das Zurückschnellen der Sehne. Wurde ein Bolzen abgeschossen, fiel sofort ein nächster in die Schussschiene und machte das zeitaufwändige Zurückkurbeln und Pfeilnachlegen entbehrlich.
Wichtig war diese Waffe vor allem bei Mauerverteidigungen, in Feldschlachten wurde sie aufgrund ihres großen Gewichts selten verwendet.

## Geschichte
Der Polybolos wurde von Dionysius von Alexandria um 400 v. Chr. erfunden. Militärisch von Bedeutung wurde sie erst, als Philon von Byzanz um 250 v. Chr. den Polybolos weiterentwickelte und perfektionierte. Dass sie nach dem 2. Jahrhundert v. Chr. noch in Verwendung war, ist archäologisch noch nicht belegt, aber sehr wahrscheinlich. Anders als die Gastraphetes hatte der Polybolos im Entwicklungsstand Philons kurze, dicke Bolzen.

## Rekonstruktion
Ein Modell eines antiken Polybolos gibts seit 2006 im Museum für Antike Schifffahrt in Mainz.